# Tayloria rubicaulis
Tayloria rubicaulis är en bladmossart som beskrevs av A. Koponen 1990. Tayloria rubicaulis ingår i släktet trumpetmossor, och familjen Splachnaceae. Inga underarter finns listade i Catalogue of Life.